# Лохвица
Ло́хвица (укр. Ло́хвиця) — город в Полтавской области Украины. Входит в Миргородский район. До 2020 года был административным центром упразднённого Лохвицкого района, в котором вместе с селом Криница составлял Лохвицкий городской совет.

## Географическое положение
Город Лохвица находится на правом берегу реки Сула в месте впадения в неё реки Сухая Лохвица, выше по течению на расстоянии в 3 км расположено село Ячники, ниже по течению на расстоянии в 5 км расположено село Гаевщина, на противоположном берегу — село Млыны, выше по течению реки Сухая Лохвица на расстоянии в 1 км расположено село Западинцы.
Через город проходят автомобильные дороги Т-1705 и Р-60.

## История

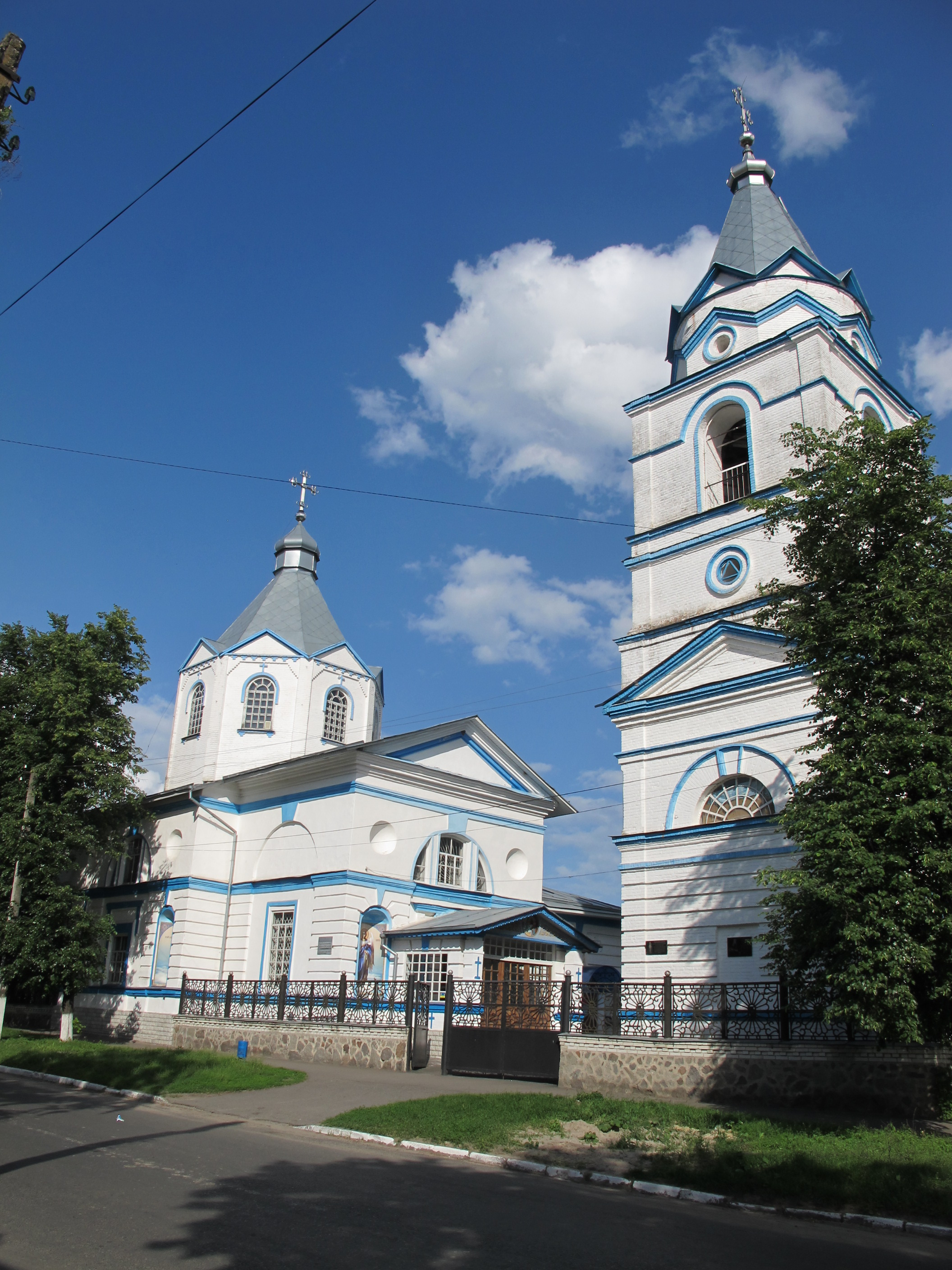
Благовещенская церковь

Древнерусское поселение Лохвица впервые упоминается в исторических источниках в 1320 году, во времена хана Узбека. Городище находилось на низком и узком перешейке, образовавшемся в заболоченной пойме реки Сухая Лохвица. Считается, что название города произошло от древнеславянского слова «локва» — лужа, болото.
В XV веке земли по реке Сухой Лохвице принадлежали князьям Глинским.
В XVII веке Лохвицей владели князья Вишневецкие, при князе Иеремии Вишневецком здесь был построен католический костел, через селение проходил торговый маршрут из России в Крым (Ромодановский шлях).
В 1614 году Лохвица была сожжена русским отрядом во главе с Юрием Беззубцевым.
В 1618 году на месте городища возводится новая крепость, обнесённая насыпным земляным валом и частоколом с бойницами для орудий. В середину крепости вели 4 ворот, одни из которых (Засулицкие) изображены на городском гербе, предоставленном Лохвице в 1630-е годы и существующем до настоящего времени.
После восстания Хмельницкого в 1648 году Лохвица стала сотенным местечком Миргородского полка, в 1654 году в составе Левобережной Украины Лохвица вошла в состав России.
В 1668 году Лохвицу захватили крымские татары, в 1680 году она была разорена и сгорела.
В 1764 году Лохвица была передана в состав Лубенского полка.
В 1781 году стала центром уезда Черниговского наместничества.
В 1797—1802 гг. была заштатным городом Малороссийской губернии.
В 1803—1923 центр Лохвицкого уезда Полтавской губернии.
Численность населения в 1862 году составляла 7821 человек, в 1883 — 8272 человека.
В 1894 г численность более 11 тыс человек, из них- 5816 православных, 4816 евреев, остальные - католики.
В 1903 году в Лохвице было организовано издание первого печатного издания (выходившего с 22 июня 1903 года до 1905 года).
В 1904 году здесь возникла подпольная организация РСДРП.
В январе 1918 года в Лохвице была установлена Советская власть.
В 1919—1923 годы в Лохвице выходил информационный листок «Известия Лохвицкого уисполкома и укома КП(б) Украины», с 1 января 1931 года началось издание районной газеты.
После начала Великой Отечественной войны 12 сентября 1941 года город был оккупирован наступавшими немецкими войсками. Еврейское население города было вывезено в концлагеря, 287 евреев расстреляны и похоронены в братской могиле. В период оккупации в городе действовали подпольный райком КП(б)У (в феврале 1942 года подполье начало работу с молодёжью города), объединённый Лохвицко-Сенчанский партийный центр (созданный в ноябре 1942 года), в феврале 1943 года подпольем был создан советский партизанский отряд из 57 человек, действовавший на территории района. 13 сентября 1943 года город был освобождён подразделениями 40-й армии.
В 1972 году численность населения составляла 11,7 тыс. человек, основными предприятиями являлись швейная фабрика, пищекомбинат, кирпичный завод и плодово-ягодный совхоз им. И. В. Мичурина (специализировавшийся на производстве плодово-ягодных вин).
По состоянию на начало 1981 года в Лохвице действовали швейная фабрика, пищевкусовая фабрика, кирпичный завод, промышленный комбинат, комбинат бытового обслуживания, медицинское училище, техническое училище (готовившее специалистов для швейной промышленности), 5 общеобразовательных школ, музыкальная школа, спортивная школа, две больницы, Дом культуры, кинотеатр, библиотека и краеведческий музей им. Г. С. Сковороды.
В мае 1995 года Кабинет министров Украины утвердил решение о приватизации находившихся в городе АТП-15342, птицефабрики, райсельхозтехники и райсельхозхимии, в июле 1995 года было утверждено решение о приватизации швейной фабрики.
В 2009—2011 годы две котельные города перевели с использования природного газа на торф.
В феврале 2016 года Полтавская областная государственная администрация приняла решение о сокращении количества образовательных учреждений в Полтавской области, в соответствии с которым Лохвицкое профессионально-техническое училище № 27 было решено присоединить к высшему профессиональному аграрному училищу в Гадяче.

## Население
В январе 1989 года численность населения составляла 13 549 человек.
По результатам Всеукраинской переписи населения 2001 года, численность населения города составляла 12 307 человек.
По состоянию на 1 января 2013 года численность населения составляла 11 863 человека.

### Языковой состав
Родной язык населения по данным переписи 2001 года:
| Язык       | Численность, чел. | Доля     |
| ---------- | ----------------- | -------- |
| Украинский | 11 895            | 96,65 %  |
| Русский    | 380               | 3,09 %   |
| Другие     | 32                | 0,26 %   |
| Итого      | 12 307            | 100,00 % |

## Экономика
- Лохвицкий завод сухого обезжиренного молока
- Лохвицкий кирпичный завод
- Лохвицкий филиал ОАО «Облдорремстрой»
- Лохвицкий завод продтоваров «Зоря»
- машинно-техническая станция ООО «Лохвица цукорсервис»
- Лохвицкая швейная фабрика
- компрессорная станция Лубенского линейного управления магистральных газопроводов (входит в перечень особо важных объектов нефтегазовой отрасли Украины)[22]

## Объекты социальной сферы
- Лохвицкая гимназия № 1.
- Школа № 2.
- Школа № 3.
- Лохвицкий филиал Полтавского техникума пищевых технологий.
- Лохвицкое медицинское училище.
- Лохвицкая центральная районная больница.
- Детский сад[23]

## Достопримечательности
В городе находится краеведческий музей имени Григория Сковороды, основанный в 1919 году, в фондах которого более 15 тыс. экспонатов. Среди городских монументов заслуживают внимания памятник выдающемуся украинскому просветителю и философу Григорию Саввичу Сковороде (1922 год, скульптор Иван Кавалеридзе), установленный к 200-летию со дня его рождения, а также памятник украинскому писателю Архипу Тесленко (1974 год, скульптор И. Коломиец, архитектор А. Корнеев).

## Известные люди
В городе родились:
- Вениамин (Пуцек-Григорович) (1706—1785) — епископ Русской православной церкви, митрополит Казанский и Свияжский.
- Дивильковский, Анатолий Авдеевич (1873—1932) — критик.
- Дунаевский, Исаак Осипович (1900—1955) — советский композитор, автор оперетт, балетов, музыки к кинофильмам, популярных советских песен, лауреат Сталинских премий (1941, 1951).
- Дунаевский, Зиновий Иосифович (1908—1981) — советский композитор. Брат И. О. Дунаевского.
- Дунаевский, Семён Осипович (1906—1986), дирижёр, хормейстер, народный артист РСФСР (1969). Брат И. О. Дунаевского.
- Никитин, Фёдор Михайлович (1900—1988) — русский актёр театра и кино.
- Радченко, Александр Маркович (1894—1975) — украинский советский композитор, дирижёр и педагог, заслуженный артист УССР.
- Толстов, Владимир Сергеевич (1884—1956) — генерал-лейтенант белой армии.
- Штеппа, Константин Феодосьевич (1896—1958) — украинский историк-византинист.